# 大在大橋
大在大橋（おおざいおおはし）は、大分県大分市の大野川をまたぐ橋梁である。かつては、この橋梁を含む延長1.1kmの区間は、大野川大橋有料道路という一般有料道路であったが、2010年12月1日に無料化された。

## 概要
主要地方道大分県道22号大在大分港線の一部を構成、国道197号のバイパスとしての役割を担っている。2004年（平成16年）より、同国道の渋滞を緩和するための社会実験と割引施策が実施された。

## 歴史
- 1980年1月25日 - 全線供用開始。
- 1996年3月22日 - 2車線から6車線へ拡幅、供用開始。
- 2004年6月1日 - 渋滞緩和の社会実験として、大野川大橋有料道路の平日の朝夕のみ料金を約半額とする大野川スイスイ作戦開始。
- 2005年9月1日 - 大野川大橋有料道路の市内方面行きの料金所のひとつのレーンに縦列徴収システムを導入。
- 2005年12月20日 - 大野川スイスイ作戦の本格実施であるスイスイクーポン発売開始。
- 2010年12月1日 - 大野川大橋有料道路が大分空港道路および米良有料道路とともに無料化[1]。

## 大野川大橋有料道路の通行料金
無料化以前の大野川大橋有料道路の通行料金は以下の通りであった。
- 普通車 100円（50円）
- 大型車 (1) 150円（80円）
- 大型車 (2) 360円（180円）
- 軽自動車等 70円（40円）
- 軽車両等 10円

11回、60回および100回の回数通行券が発売されていた。またカッコ内は、平日の朝夕のみ利用できる10回の回数券スイスイクーポンを使用した場合の料金（いずれも2006年4月現在）。